# Boulogne-sur-Gesse
Boulogne-sur-Gesse is een gemeente in het Franse departement Haute-Garonne(regio Occitanie). De plaats maakt deel uit van het arrondissement Saint-Gaudens. Boulogne-sur-Gesse telde op 1 januari 2022 1.658 inwoners.

## Het huidige dorp
Boulogne-sur-Gesse is, zoals de naam al zegt, gelegen aan de rivier de Gesse. Ook stroomt de Gimone, die even ten noorden van het dorp over gaat in het stuwmeer Lac de la Gimone, langs het dorp. Noord-zuid loopt de D41 (Haute-Garonne) door het dorp en ook de D9 die in het dorp over gaat in de D633. De D632 loopt van oost naar west door het dorp. Opvallende plek in het dorp is de acht eeuwen oude met gietijzeren spanten overdekte markt. Ook de uit de 14e eeuw stammende, uit gele zandsteen gebouwde, kerk van Onze lieve vrouwe van Assumptie, met een carillon van 18 klokken is bezienswaardig. Er zijn diverse musea in Boulogne-sur-Gesse en er is een arboretum. Even ten zuiden van het dorp, bij het dorpje Peillehardit, ligt het Lac de Boulogne, met daarover een spoorbrug met bogen van een lijn die in 1901 gesloten werd. Ten zuiden van Boulogne-sur-Gesse ligt aan de D633 het dorpje Nizors, waar in de 12e eeuw een klooster stond.

## Geografie
De oppervlakte van Boulogne-sur-Gesse bedroeg op 1 januari 2022 24,73 vierkante kilometer; de bevolkingsdichtheid was toen 67 inwoners per km².

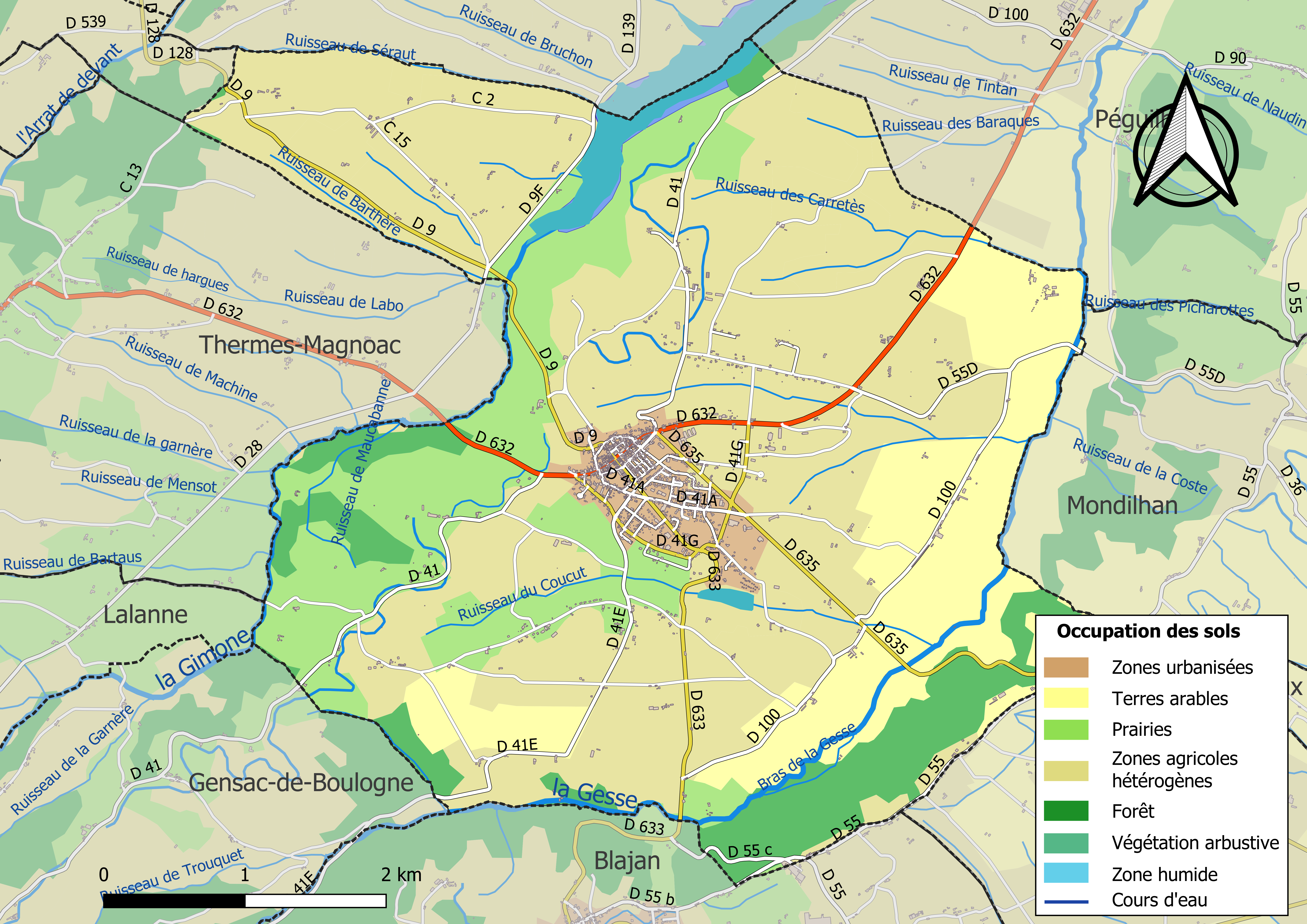
Kaart van de gemeente met belangrijkste infrastructuur, bodemgebruik en omliggende gemeenten

## Afbeeldingen

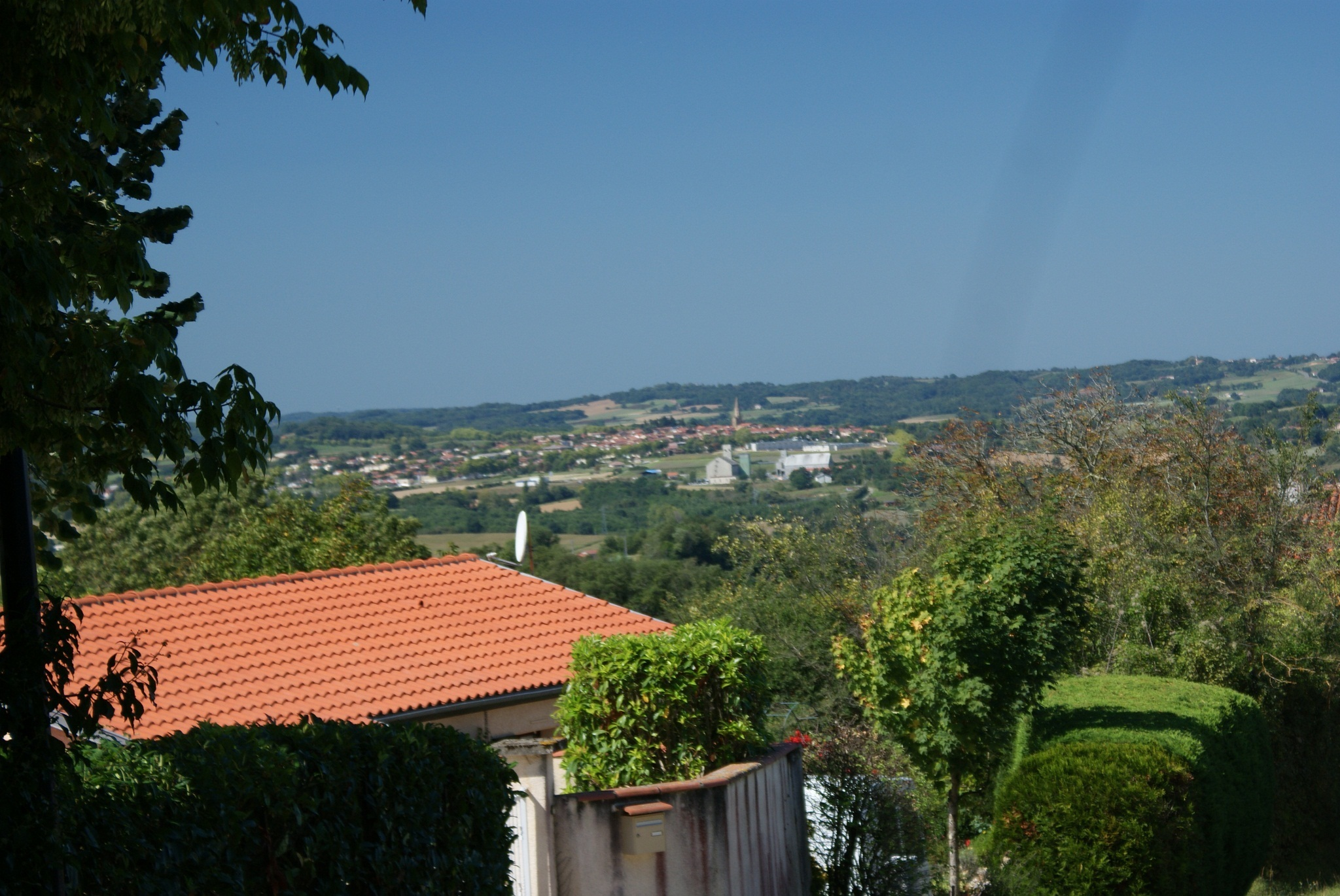
Boulogne gezien vanaf Mondilhan
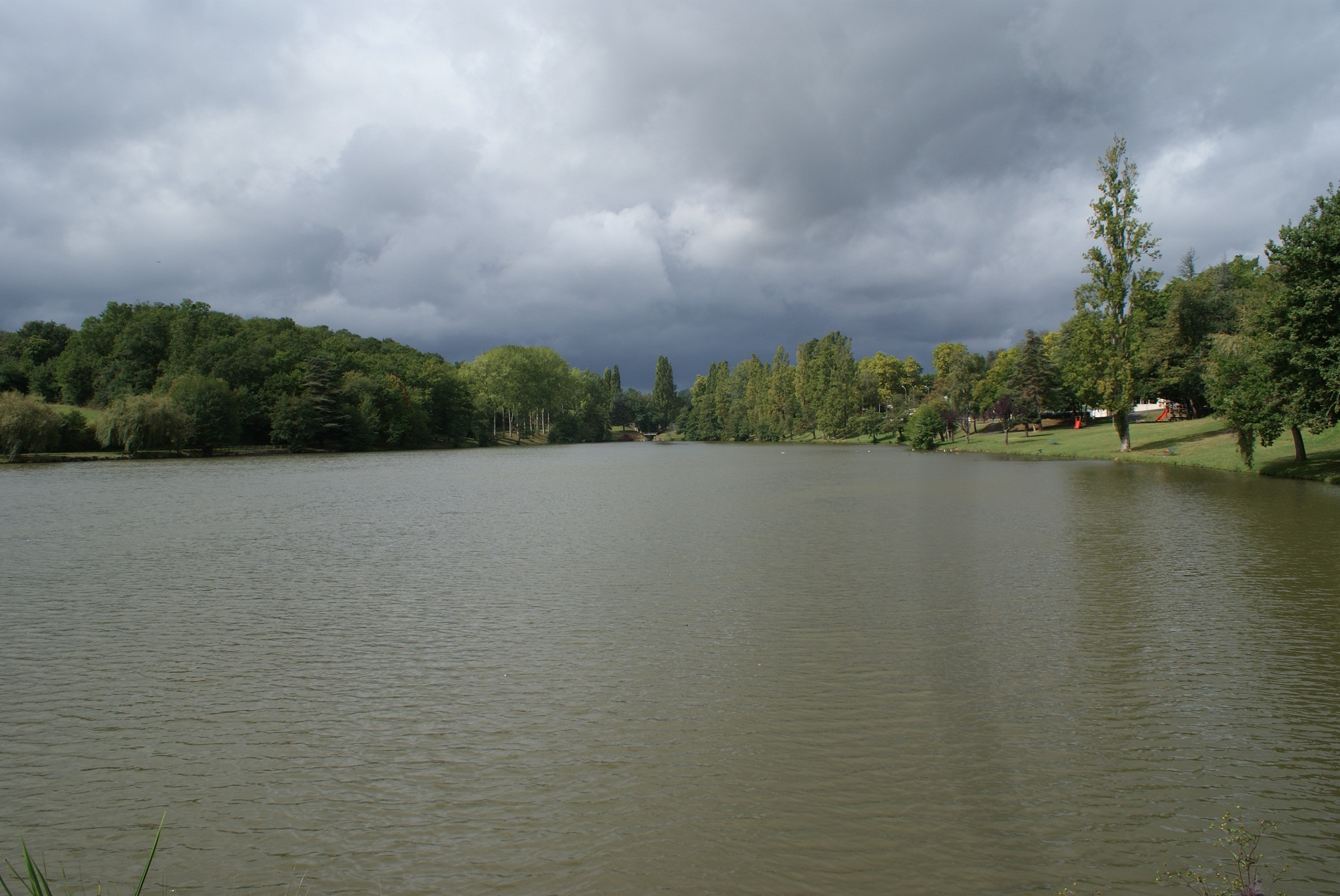
Het stuwmeer in de Gesse bij Boulogne-sur-Gesse

## Demografie
Onderstaande figuur toont het verloop van het inwonertal (bron: INSEE-tellingen).